# کلیسای گریگور روشنگر مقدس (برد)
کلیسای گریگور روشنگر مقدس (ارمنی: Սուրբ Գրիգոր Լուսավորիչ եկեղեցի؛ انگلیسی: St. Gregory) یک کلیسا متعلق به کلیسای حواری ارمنی واقع در شهر برد، استان تاووش ارمنستان می‌باشد.  این بنا به سبک معماری ارمنی طراحی شده است.